# Siquirres (tổng)
Siquirres là một tổng trong tỉnh Limón, Costa Rica. Tổng này có diện tích 860,19 km², dân số năm 2008 là 60881 người..